# Candela (Messico)
Candela è un comune del Messico, situato nello stato di Coahuila.

## Luoghi di interesse
Il centro di Candela dal 2015 fa parte del programma Pueblos Mágicos.